# Crescita intelligente
La crescita intelligente (in inglese Smart growth) è una teoria urbanistica e dei trasporti che consiste nel concentrare la crescita nel centro di una città evitando episodi di sprawl. Il risultato è quello di generare una città compatta, pedonale, favorevole all'utilizzo di biciclette, che contenga scuole di vicinato, strade a permeabilità mista e quartieri con mix di destinazioni d'uso. 

## Storia
Urbanisti e progettisti dei trasporti iniziarono a promuovere l'idea di città compatte agli inizi degli anni '70. I costi e le difficoltà legate all'acquisizione di nuovi terreni, necessari per realizzare nuove autostrade e slarghi portarono i politici a riconsiderare le basi dell'urbanistica legate all'utilizzo degli autoveicoli.

## Elementi
La crescita è detta "intelligente" quanto comprende i seguenti elementi.

### Quartieri compatti
Quartieri compatti, maggiormente vivibili e urbani attragono più persone e maggiori affari. La creazione di questi quartieri riduce lo sprawl e protegge il clima terrestre. Le strategie attuate permettono la creazione di centri di affare di quartiere e favoriscono l'integrazione di diverse destinazioni d'uso all'interno di un quartiere. Altre tematiche riguardano:
- sviluppo ad uso misto
- inclusione di edilizia economica
- restrizioni o limitazioni all'uso di tipi edilizi suburbani
- inclusione di parchi e aree ricreative

### Transit-oriented development
Il Transit-oriented development (TOD) è un'area commerciale o residenziale, progettata per massimizzare l'accesso attraverso servizi pubblici. Altre tematiche legate all'argomento:
- valutazione e misurazione della richiesta di trasporto
- sistema di tassazione delle strade carrabili
- parcheggi commerciali a pagamento

### Progettazione a misura di pedone e ciclista
Camminare o pedalare invece di guidare riduce le emissioni, risparmia risorse per i carburanti e la manutenzione e genera una popolazione più sana. Una progettazione a misura di pedone e ciclista consiste nel integrare un sistema urbano di piste ciclabili, parcheggi per biciclette e incroci pedonali.